# Sea Troll (schip, 1976)
De Sea Troll (DLB 1602) is een kraanschip en pijpenlegger die in 1974 bij Blohm + Voss werd gebouwd voor Sea Troll A/S, een consortium bestaande uit het Franse Entreprise de Travaux Pétroliers Maritimes en de Noorse rederijen Odd Berg & Co, Hjalmar Bjørges Rederi en Einar Lange. Er werd een Clyde 76 kraan geplaatst van 1600 shortton zwenkend en 2000 shorton vast. De Sea Troll is praktisch gezien een zusterschip van de twee jaar eerder bij Blohm + Voss voor ETPM gebouwde E.T.P.M. 1601.
Sea Troll A/S ging echter bankroet, zodat het schip ter veiling werd aangeboden, waar weinig belangstelling voor was. In 1980 werd het schip overgenomen door de combinatie Bergesen-Uglands Rederi als Berge Worker, maar al in 1982 nam Saipem het over die het schip omdoopte in Castoro Otto.